# Nesiotoniscus ribensis
Nesiotoniscus ribensis là một loài chân đều trong họ Trichoniscidae. Loài này được Vandel miêu tả khoa học năm 1948.